# 浅見姫香
浅見 姫香（あさみ ひめか、1999年9月26日 - ）は、日本の女優。東京都出身。スターダストプロモーション所属。

## 略歴
2009年4月より2011年4月までみにちあ☆ベアーズのメンバーとして活動。
2010年1月期日本テレビ系水曜ドラマ『曲げられない女』で子役としてデビューし、テレビドラマ初出演。2010年4月よりBSフジの子供向け番組「We Can☆」にレギュラー出演。2011年4月に「We Can☆47」にリニューアルされてからは進行役を務めた。
2013年2月2日、映画『きいろいゾウ』で映画初出演。
2014年、映画『誘拐少女』で映画初主演。
2024年上半期連続テレビ小説『虎に翼』でNHK朝ドラ初出演。

## 出演

### 映画
- きいろいゾウ（2013年2月2日、ショウゲート） - 洋子 役[4]
- めめめのくらげ（2013年4月26日、ギャガ） - 天宮咲 役
- 誘拐少女（2014年） - 主演・広見 役
- 思春期ごっこ（2014年8月23日、アイエス・フィールド） - 未華子 役
- リップヴァンウィンクルの花嫁（2016年3月26日、東映） - 岡本カノン 役
- なぎさ（2017年） - 主演・なぎさ 役
- ナミヤ雑貨店の奇蹟（2017年9月23日、KADOKAWA、松竹） - 松岡栄美子 役
- 覚悟はいいかそこの女子。（2018年10月12日、東映） - 倉沢さくら 役
- 劇場版ラジエーションハウス（2022年4月29日、東宝） - 南里美 役

### テレビドラマ
- 曲げられない女（2010年1月13日 - 3月17日、日本テレビ） - 荻原早紀（幼少期） / 荻原灯 役
- 初恋クロニクル（2010年3月13日、BSフジ） - 桑島なみ（幼少期） 役
- 娼婦と淑女 第2話（2010年4月6日、東海テレビ） - 清瀬凛子（幼少期） 役
- ハンチョウ〜神南署安積班〜 シリーズ3 第4話（2010年7月26日、TBS） - 山崎七海 役
- CONTROL〜犯罪心理捜査〜 第3話（2011年1月25日、フジテレビ） - 篠原真理亜 役
- LADY〜最後の犯罪プロファイル〜 第4話、第5話（2011年1月28日、2月4日、TBS） - 松本愛莉 役
- 遺恨あり 明治十三年 最後の仇討（2011年2月26日、テレビ朝日） - なか（幼女期） 役
- 大切なことはすべて君が教えてくれた 第9話（2011年3月21日、フジテレビ） - 佐伯ひかり（幼少期） 役
- CO 移植コーディネーター 第2話最終話（2011年3月27日4月17日、WOWOW） - 倉本百合（幼少期） 役
- 怪盗ロワイヤル 第7話（2011年12月9日、TBS） - 片桐夏蓮（幼少期） 役
- 悪夢ちゃん 第3話（2012年10月27日、日本テレビ） - 足立美加 役
- 再会（2012年12月8日、フジテレビ） - 岩本万季子（少女期） 役
- セカンド・ラブ（2015年2月6日 - 3月20日、テレビ朝日） - 高柳舞 役
- 掟上今日子の備忘録 第6話（2015年11月14日、日本テレビ） - 逆瀬坂雅歌 役
- 賢者の愛（2016年8月20日、WOWOW） - 高中真由子（高校時代） 役
- 本当にあった女の人生ドラマ「本当の幸福」（2016年11月18日、フジテレビ） - 沢野真子 役
- 覚悟はいいかそこの女子。（2018年6月25日 - 7月23日、MBS） - 倉沢さくら 役
- 探偵が早すぎる 第1話（2018年7月19日、読売テレビ・日本テレビ） - 若竹知菜 役
- ラジエーションハウス〜放射線科の診断レポート〜（2019年4月8日 - 6月17日、フジテレビ） - 南里美 役
  - ラジエーションハウス〜放射線科の診断レポート〜『特別編』（2019年6月24日）
  - ラジエーションハウスII〜放射線科の診断レポート〜（2021年10月4日 - 12月13日、フジテレビ）[5]
- やめるときも、すこやかなるときも（2020年1月20日 - 3月23日、日本テレビ） - 朝倉桃子 役
- 社内マリッジハニー（2020年11月13日 - 12月25日、MBS） - 三輪杏 役
- 教場II（2021年1月3日・1月4日、フジテレビ） - 鈴木美沙 役
- シジュウカラ 第10話・第11話（2022年3月12日・19日、テレビ東京） - ミズキ 役
- 受付のジョー 第6話（2022年5月31日、日本テレビ） - 浦田 役
- 消しゴムをくれた女子を好きになった。第3話・第4話（2022年8月9日・16日、日本テレビ） - 土井梨花 役
- 連続テレビ小説 虎に翼（2024年4月8日 - 、NHK） - 高田尚子 役

### テレビ番組
- We Can☆（2010年4月 - 2011年、BSフジ）
- We Can☆47（2011年4月25日 - 2012年3月30日、BSフジ）

### CM
- 味の素 ふんわりたまごスープ （2009年）
- ホクレン農業協同組合連合会（2009年）
- 日本マクドナルド ハッピーセット「ワンダービークル」（2009年）
- パナソニック
  - おうちどこでも見守るカメラ（2009年）
  - どこでもドアホン（2010年）
- フォルクスワーゲングループジャパン フォルクスワーゲン（2010年 - ）報道官 役
- コナミ うたっち（2010年）
- 明光義塾（2012年1月 - ）
- KDDI「au」『高杉くんシリーズ』（2018年10月-）

### イベント
- フォルクスワーゲン夏祭り 2010（2010年8月28日、29日）報道官[6]